# Râul Valea Nouă, Crișul Negru
Râul Valea Nouă sau Râul Valea cea Mare  este un curs de apă, afluent al râului Crișul Negru. Cursul inferior al râului este canalizat.

## Hărți
- Harta munții Apuseni